# Serbische Brass-Musik
Die Serbische Brass-Musik (Serbian, Gypsy oder Balkan Brass bzw. Trubači-Musik) ist ein Musikgenre der südosteuropäischen Folkmusik (Blasmusik), die vor allem in Serbien und Rumänien verbreitet ist.

## Geschichte

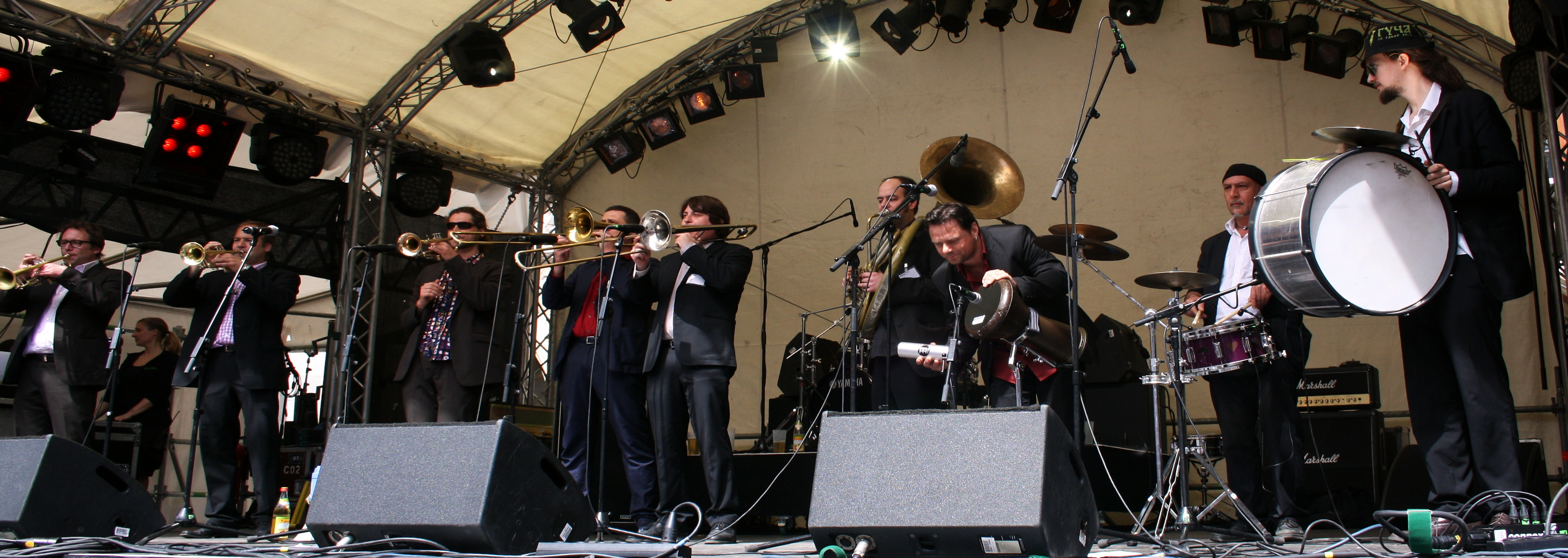
Serbische Brass-Musik von der Landshuter Band "Kein Vorspiel".

1335 wurde in Dubrovnik ein serbischer Trompeter namens Dragan aus Prizren erwähnt. Im Nomokanon des Hl. Sava aus dem 13. Jahrhundert wird das deutsche Wort Spielmann erwähnt.
Traditionelle Musikinstrumente der serbischen Volksmusik sind die Zurla, die Flöte (svirala) und Doppelflöte (dvojnice), der Duduk, die Gusle und die Gajda, sowie die Borija (eine kurze Trompete aus Weidenborke). Starken Einfluss hatte die osmanisch-türkische Musik, die viele neuartige Instrumente einführte (Zurna, Kemane, Tambura, Daire, Def und Darbuka). Besonders bedeutend für die serbische Volksmusik waren Roma (Zigeuner), die als professionelle Musiker und Sänger in Ensembles auf den moderneren orientalischen Instrumenten spielten. Blechblasinstrumente, wie auch die Ziehharmonika, sind jüngeren Ursprungs, Brassbands entstanden im 19. Jahrhundert.
Eine Brassband des Serbian Brass besteht aus 6–14 Musikern mit Blechblasinstrumenten wie Trompete, Flügelhorn, Tenorhorn, Tuba, selten auch Saxophon, der Rhythmus wird mit einem Tupan gespielt. Häufig ist die Musik instrumental, es wird aber auch gesungen. Die Musik wird meist unverstärkt dargeboten und ist etwa bei serbischen Hochzeiten und Festen kaum mehr wegzudenken. Die Auftritte sind oft spontan-improvisatorisch und dazu wird meist getanzt, vor allem Kolo und Čoček.
Die Bezahlung der Musiker erfolgt dabei meist unmittelbar durch Ankleben von Geldscheinen an die Stirn der Musiker oder Hineinwerfen in die Instrumente. Das größte Festival der Serbischen Brass-Musik ist das Trompetenfestival im zentralserbischen Guča, eines der größten Volksmusikfestivals der Welt mit bis zu 500.000 Besuchern. International wurde die serbische Brass-Musik besonders durch die Filme Emir Kusturicas mit Soundtracks von Goran Bregović und Boban Marković populär. Daneben sorgten DJs wie Shantel und Weltmusik-Labels wie Piranha Records für ihre Verbreitung.

## Bekannte Musiker
Wichtige Musiker sind:
- Boban und Marko Marković
- Fejat Sejdić
- Goran Bregović
- Original Kočani Orkestar
- Fanfare Ciocărlia
- Sandy Lopicic Orkestar